# În căutarea cuibului pierdut

În căutarea cuibului pierdut - primul album al formaţiei Pasărea Colibri.

În căutarea cuibului pierdut este titlul primului album al formației Pasărea Colibri. Acesta a apărut în anul 1995. Cuprinde atât piese compuse în anii '60, cât și piese noi. Titlul albumului este o referință la titlul romanului În căutarea timpului pierdut al lui Marcel Proust.

## Piese
1. Futurist (I. Nicolescu)
2. Vremuri (F. Bordeianu/N. Covaci)
3. Un om pe niște scări (M. Vintilă - A. Păunescu)
4. Vânare de vânt (B. Dylan - traducere A. Păunescu)
5. Canarul (F. Bordeianu/N. Covaci - V. Suvagau)
6. Puterea obișnuinței (I. Dogar Marinescu)
7. Mielul (M. Vintilă - A. Păunescu)
8. Sunt tânăr, Doamnă... (M. Dinescu)
9. Adio, deci, pe curând (M. Vintilă - F. Pittiș)
10. Nu-i nimic, asta e ! (B. Dylan - traducere F. Pittiș)
11. Înțelegere (M. Baniciu - Lermontov)
12. Hanul lui Manuc (M. Vintilă - A. Păunescu)
13. Toți suntem puțin luați... (B. Dylan - traducere F. Pittiș)
14. Lordul John (M. Vintilă- G. Coșbuc)
15. Andrii Popa (M. Baniciu - text popular)
16. Strada Popa Nan (M. Vintilă - D.L. Zaharia)
17. Întoarcerea la Orient (M. Baniciu - D. Verona)
18. Nastratin Hogea (Anton Pann)
19. Proverbe (M. Vintilă - A. Păunescu)
20. Mr. Tambourine Man (B. Dylan - traducere F. Pittiș)
21. Mugur de fluier (N. Covaci - V. Carcu)
22. Phoenix (N. Covaci - S. Foarta/ A. Ujica)
23. Cântecul bufonului (D.A. Aldea - W. Shakespeare) (traducere M. Gheorghiu)

## Personal
- Mircea Baniciu – voce (2, 5, 11, 15, 17, 21, 22), voci, chitarā
- Mircea Vintilă – voce (3, 7, 9, 12, 14, 16, 19), voci, chitară
- Vlady Cnejevici – voci, diferite și multe clape albe și negre
- Florian Pittiș – restul de zgomote (1, 4, 6, 8, 10, 13, 18, 20, 23)

Invitați:
- AG Weinberger – luat la muzicuță (pe piesa 13)
- Nicky Oagăn – chitară (pe piesele 2, 7, 10)

Imprimat la Migas Real Compact, București, 23 iunie 1994. Mixaje în decembrie 1994.

Blue Ridge International Computers (1995). Roton (1998).